# Acropora simplex
Acropora simplex là một loài san hô trong họ Acroporidae. Loài này được Wallace & Wolstenholme miêu tả khoa học năm 1998.